# Docking station
Una docking station és un dispositiu perifèric d'ordinador, dissenyat per poder utilitzar un portàtil de manera similar a un ordinador de sobretaula. Inclou les connexions necessàries per a poder connectar els perifèrics més comuns (ratolí, la impressora, ...) i, normalment, també una pantalla addicional i un anti-robatori.

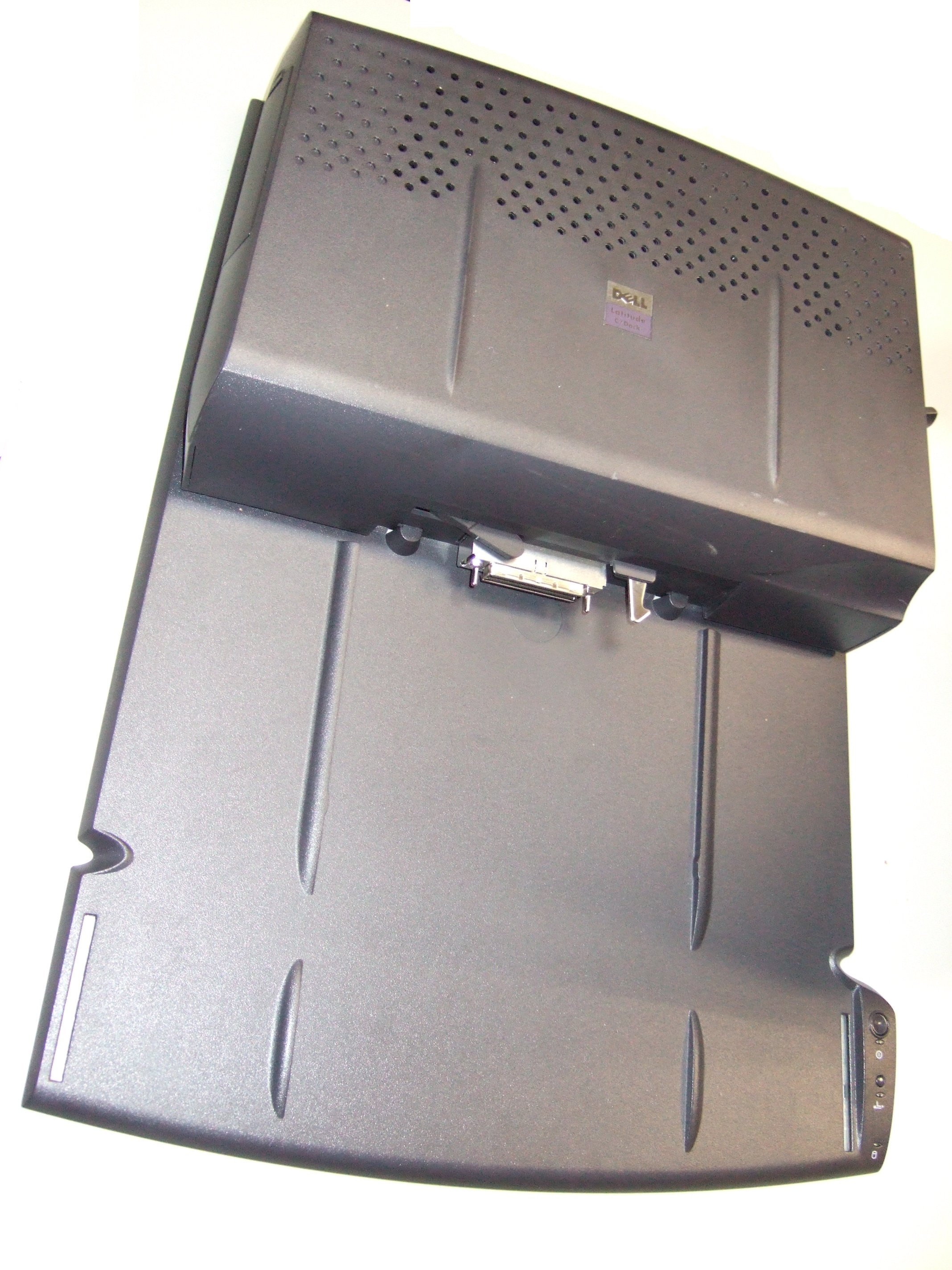
Docking Station buida.
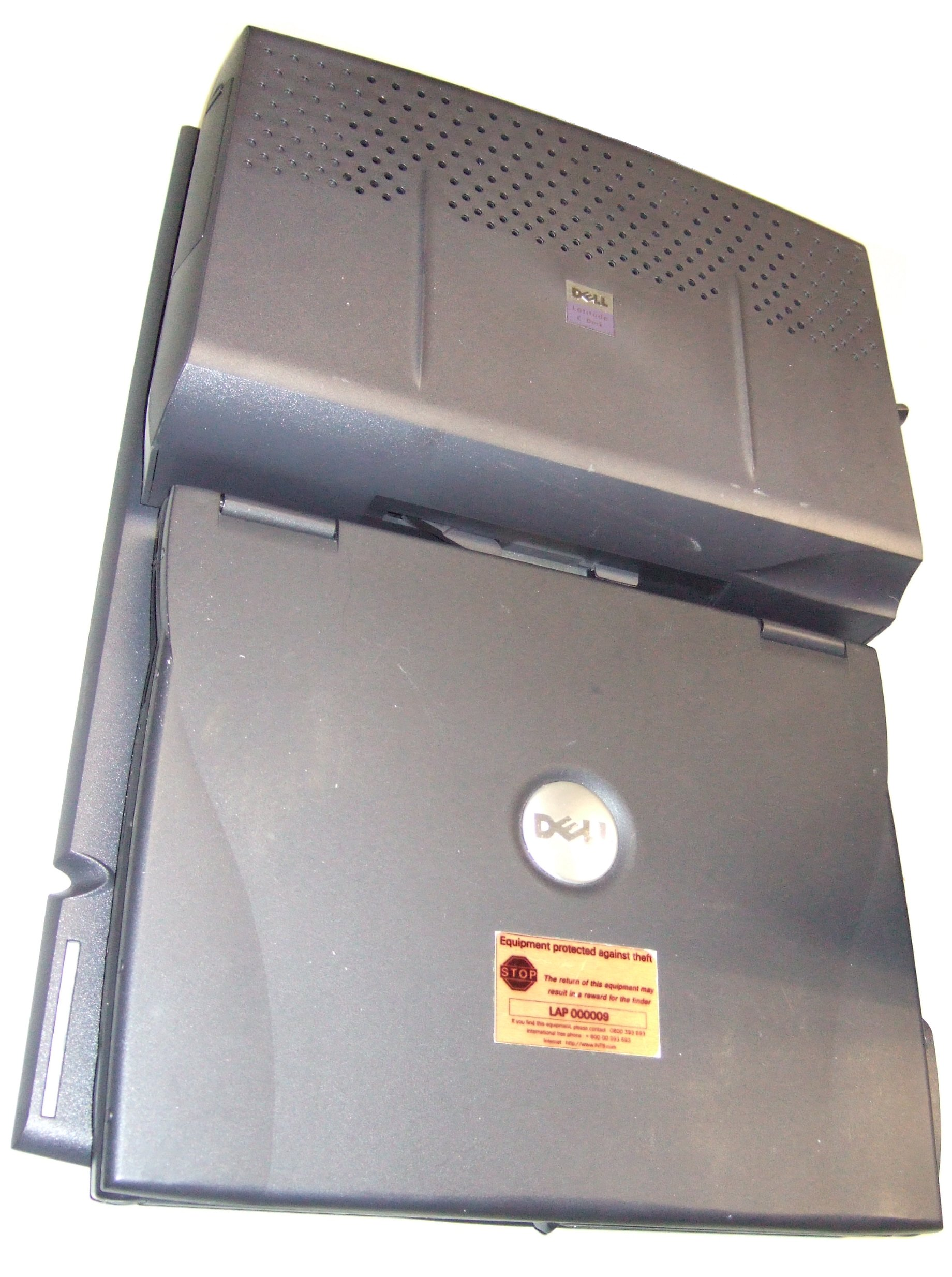
Connexió d'un ordinador portàtil Dell.